# Erjon Tola
Erjon Tola (n. Tirana, 15 de diciembre de 1986) es un esquiador albanés.
En los Juegos Olímpicos de Turín 2006, Tola fue el primer deportista albanés en participar en los Juegos Olímpicos de Invierno. Nuevamente participó en los Juegos Olímpicos de Vancouver 2010, siendo el único representante de su país.
Especialista en esquí alpino, sus principales disciplinas son el Súper G, el eslalon gigante y el eslalon tradicional. Desde 1992 entrena en la localidad italiana de Breuil-Cervinia.

## Biografía
Su padre emigró a Italia en 1991 y, al año siguiente, se llevó a su familia a la localidad de Breuil-Cervinia, Valle de Aosta. Erjon Tola comenzó allí a practicar esquí desde los 6 años en el club local, Sci Club Cervino Valtournenche.
Con ocasión de los Juegos Olímpicos de Turín 2006, que se realizarían en las cercanías de Cervinia, Tola se contactó con el Comité Olímpico Albanés para participar como su representante. Tras la aprobación, el esquiador se incorporó a diversas competiciones dentro del circuito italiano llegando a participar en su primera carrera oficial de la FIS en enero de 2006.
En febrero de 2006, Tola fue el primer albanés en participar en unos Juegos Olímpicos y fue el abanderado de su país. En las tres disciplinas que participó, estuvo entre los últimos lugares. Tras la experiencia olímpica, participó en dos carreras FIS en Suiza en 2006, retirándose por algunos años, para volver en 2009, participando nuevamente en los Juegos Olímpicos de Vancouver 2010.